# Kanton La Flèche
Kanton La Flèche (fr. Canton de La Flèche) je francouzský kanton v departementu Sarthe v regionu Pays de la Loire. Tvoří ho sedm obcí.

## Obce kantonu
- Bazouges-sur-le-Loir
- Clermont-Créans
- Cré
- Crosmières
- La Chapelle-d'Aligné
- La Flèche
- Mareil-sur-Loir